# ZETO-RZESZÓW
ZETO-RZESZÓW – firma z branży IT, istniejąca od 1966 roku. Jest jedną z największych tego typu w województwie podkarpackim. 
Firma zatrudnia ponad 120 profesjonalistów z każdej dziedziny informatyki. Posiada Certyfikat Zintegrowanego Systemu Zarządzania Jakości i Bezpieczeństwa Informacji spełniający wymagania norm PN-EN ISO 9001 : 2009 i PN-ISO/IEC 27001 : 2014-12. 
W swojej ofercie posiada: sprzęt komputerowy, centrale telefoniczne, sieci teleinformatyczne, systemy klasy ERP, e-produkty (m.in. podpis cyfrowy), aplikacje webowe oraz urządzenia kopiujące i drukujące. 
Firma dysponuje nowoczesną serwerownią wyposażoną w komputery IBM Mainframe. Maszyny działają w oparciu o system operacyjny IBM przeznaczony do zastosowań stricte profesjonalnych. Na  komputerach IBM Mainframe firma świadczy usługi outsourcingowe. 
Spółka świadczy także usługi w zakresie serwisu sprzętu komputerowego, a przede wszystkim outsourcing produktów i usług informatycznych dla dużych firm ubezpieczeniowych, banków, przedsiębiorstw i jednostek administracyjnych.
Poza siedzibą główną w Rzeszowie, spółka posiada swoje oddziały w Krośnie i Przemyślu.

## Certyfikaty i wyróżnienia
ZETO-RZESZÓW została zaliczona do grona najbardziej dynamicznie rozwijających się firm w Polsce - Gazele Biznesu, oraz otrzymała miano Przedsiębiorstwa Fair Play za rok 2015.
Firma jest członkiem Polskiej Izby Informatyki i Telekomunikacji oraz członkiem założycielem Izby Przemysłowo-Handlowej w Rzeszowie. W pierwszej połowie 2002 roku ZETO-RZESZÓW Sp. z o.o., jako pierwsza organizacja w Polsce uzyskała status Koordynatora Regionalnego sieci CDN S.A. Było to uwieńczeniem pracy nad upowszechnianiem i wdrażaniem oprogramowania wspomagającego zarządzanie przedsiębiorstwem.
w 2008 roku firma otrzymała wyróżnienie: Rubinowa Kula - Lider Województwa Podkarpackiego.
3 lipca 2003 roku zostało otwarte w ZETO-RZESZÓW Regionalne Przedstawicielstwo Polskiego Centrum Certyfikacji Elektronicznej "SIGILLUM".

## Historia
Zakład Elektronicznej Techniki Obliczeniowej (ZETO) – powstał 1 lipca 1966 roku jako przedsiębiorstwo państwowe. 
W roku 1974 rzeszowskie ZETO otworzyło ośrodek w Krośnie, a w 1977 roku w Przemyślu. 
Prywatyzacja firmy oraz przekształcenie w spółkę z o.o. nastąpiło 1 lutego 1992 roku. 
Początkowo siedziba firmy mieściła się przy ul. Poznańskiej w wynajmowanym budynku Politechniki Rzeszowskiej.
Na chwilę obecną centrum zarządzania i główną siedzibą spółki jest budynek przy ulicy Rejtana 55, który w 1993 roku został własnością ZETO-RZESZÓW. 
W 1995 roku, po blisko 2 lata trwającym gruntownym remoncie i modernizacji, firma ZETO-RZESZÓW rozpoczęła działalność w nowym lokalu. 
Na trzech kondygnacjach mieści się: biuro zarządu, kilkanaście działów firmy, serwis, salon komputerowy, nowoczesna serwerownia, punkt obsługi klienta, a także Podkarpacki Ośrodek Szkoleniowo-Doradczy.
Rok 1966 utworzenie Zakładu Elektronicznej Techniki Obliczeniowej w Rzeszowie
Rok 1974 otwarcie oddziału w Krośnie
Rok 1977 otwarcie oddziału w Przemyślu
Lata 80. zastosowanie technologii IBM, odtworzonej w postaci maszyny RIAD 32
Rok 1990 zastosowanie oryginalnej maszyny IBM 4341
Lata 1991-1993 przeobrażenie w spółkę pracowniczą ZETO-RZESZÓW Sp. z o.o. 
Rok 2002  uzyskanie (jako pierwsza firma w Polsce) statusu Koordynatora Regionalnego sieci CDN S.A.
Rok 2003 otwarcie w ZETO-RZESZÓW Sp. z o.o. Regionalnego Przedstawicielstwa Polskiego Centrum Certyfikacji Elektronicznej Sigillum
Rok 2006  powstanie Podkarpackiego Ośrodka Szkoleniowo – Doradczego (POSD) należącego do grupy kapitałowej ZETO-RZESZÓW
Rok 2010  przyznanie firmie Certyfikatu Zintegrowanego Systemu Zarządzania - Jakość i Bezpieczeństwo Informacji potwierdzającego spełnienie wymagań norm PN-EN ISO 9001:2009 i PN-ISO/IEC 27001:2007